# Nakhodka
Nakhodka (en rus Находка), és una ciutat amb port de mar al krai de Primórie (Rússia). Es troba a la península de Trudni, que sobresurt de la badia de Nakhodka del mar del Japó, a uns 85 km a l'est de Vladivostok. Durant els anys de 1950 fins a 1991, quan el proper port de Vladivostok restava tancat als estrangers i als seus vaixells, Nakhodka va passar a ser el principal port profund de l'Extrem Orient Rus. Té una població de 159.700 habitants (cens del 2010).

## Clima
Nakhodka té un dels climes més suaus (relativament) dins el territori o krai de Primórie i de tota la part asiàtica de Rússia gràcies a la seva posició meridional i les influències oceàniques de la mar del Japó. La temperatura mitjana del gener és de -9,3 °C i la d'agost 20,6 °C.

## Història
La badia de Nakhodka va ser descoberta el 1859 per la corbeta russa Amèrika, la qual hi buscà refugi durant una tempesta. Nakhodka vol dir en rus descobriment o feliç trobada.
Fins al 1907 no s'hi va establir una petita vila. Els soviètics decidiren construir-hi un port l'any 1930 i aleshores hi va haver més assentaments humans que després es van fusionar i varen formar la ciutat.
Nakhodka va passar a ser també l'estació terminal de l'est per al ferrocarril Transsiberià i, a partir de 1950, l'únic port obert als estrangers en aquesta zona.

## Economia
Estava basada sobretot en l'activitat del port, com per exemple el processament i enllaunament del peix; amb la nova obertura del port de Vladivostok, entrà en declivi. Des de 1998 s'ha declarat zona econòmica lliure.
A Nakhodka també es fa el traspàs de mercaderies del Japó des de vaixells cap al sistema de ferrocarril rus, incloent-hi el Transsiberià.

## Galeria

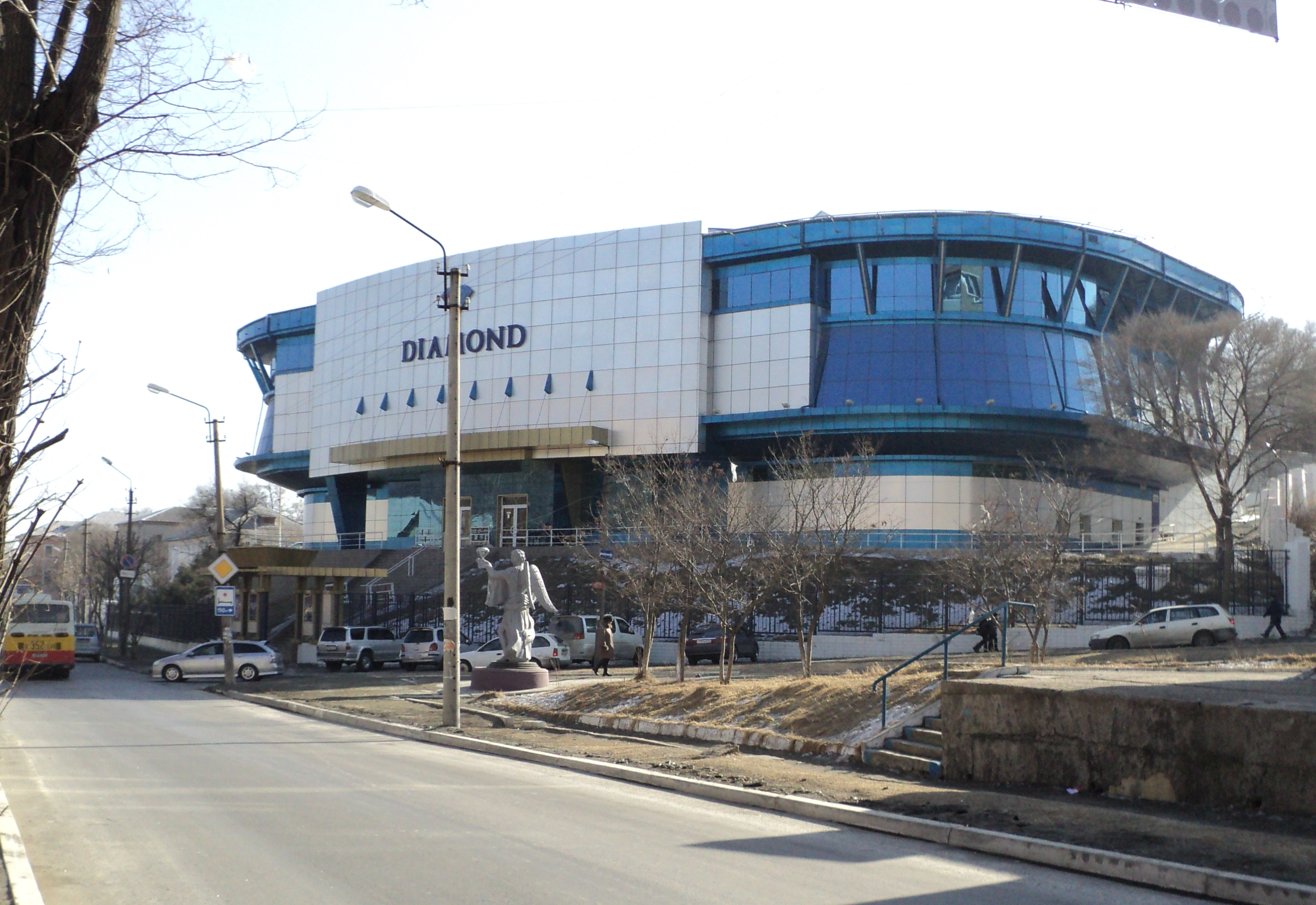
Sala de concerts
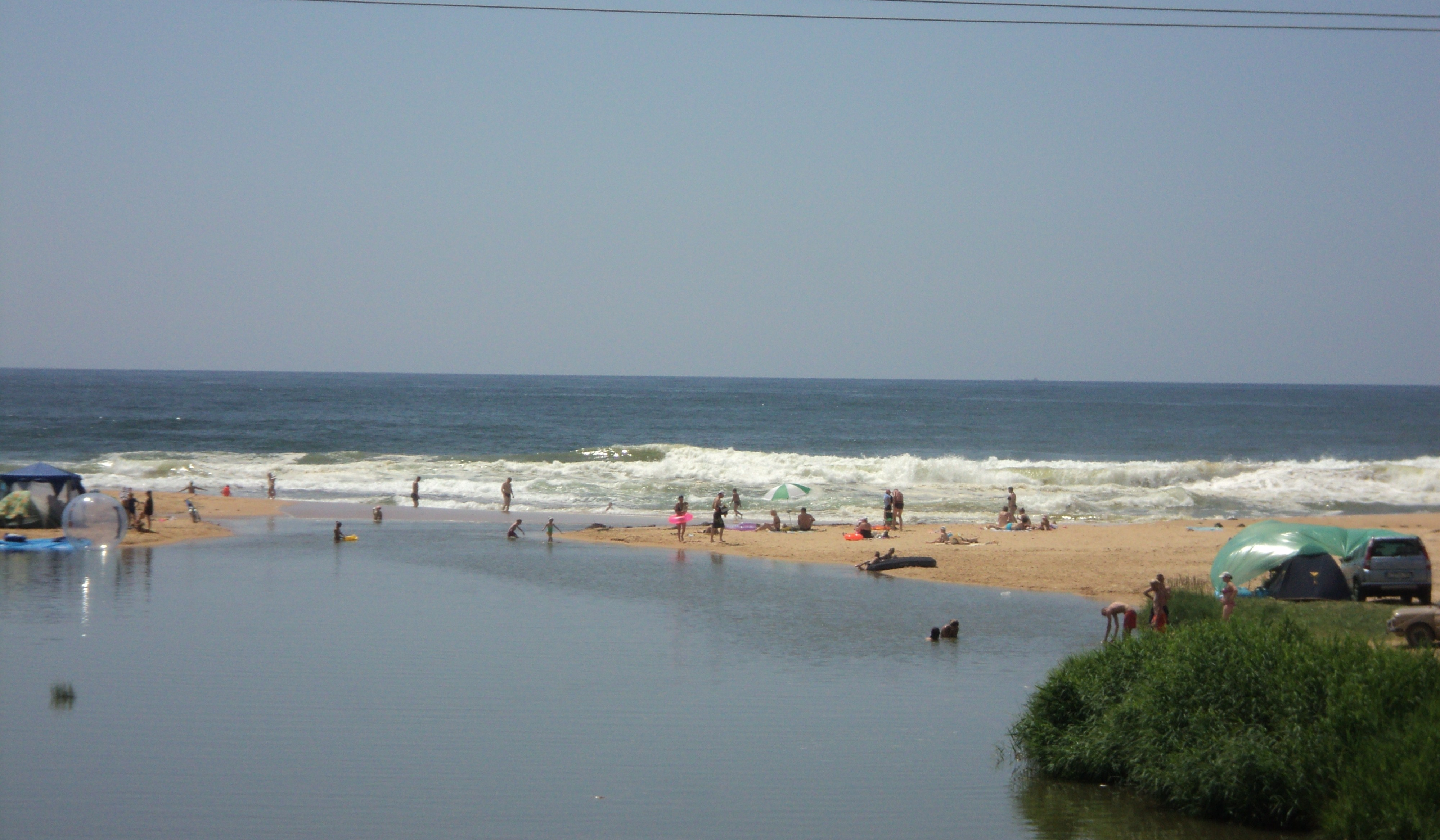
Platja de Nakhodka
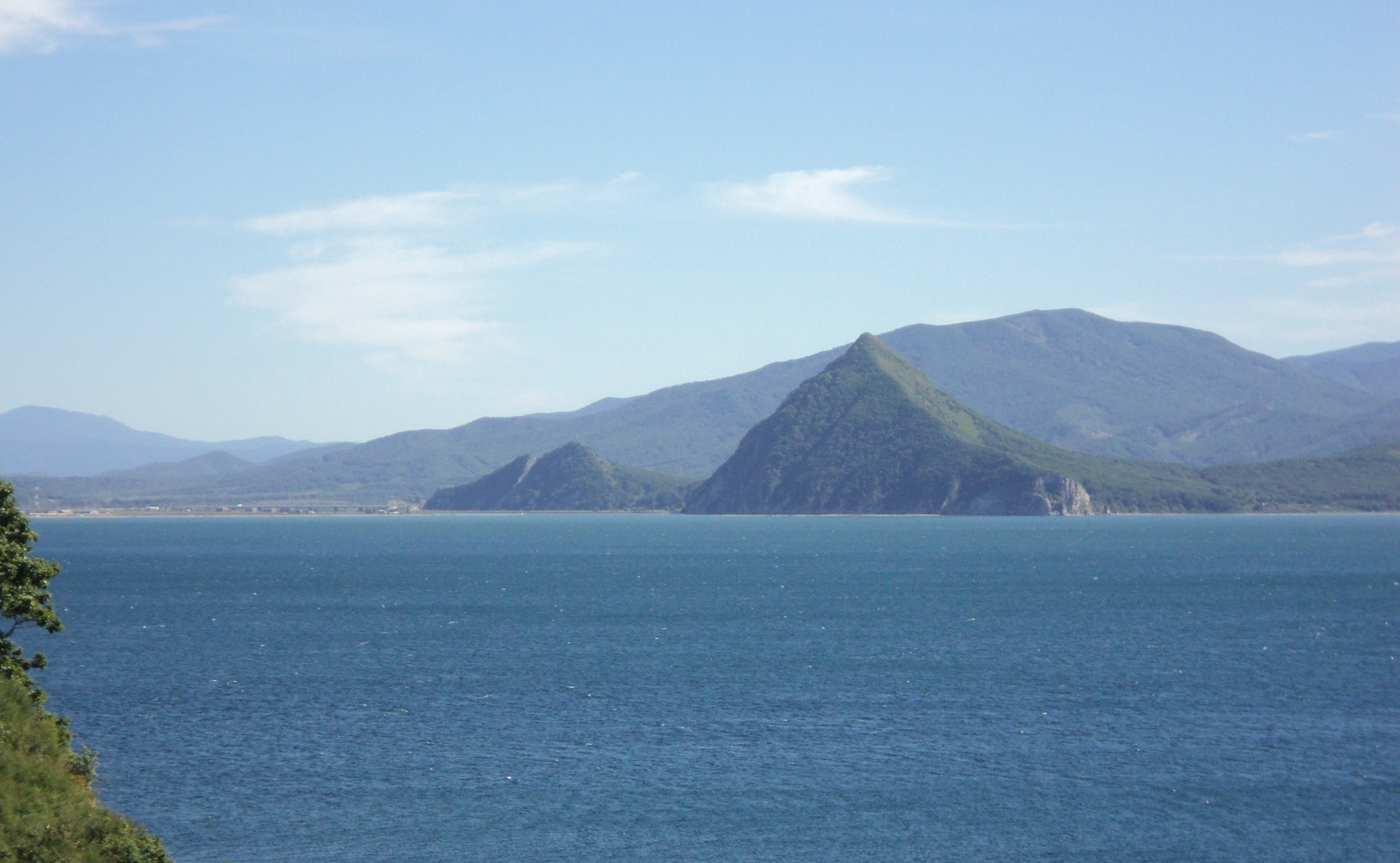
La muntanya Sestrà, un dels símbols de Nakhodka
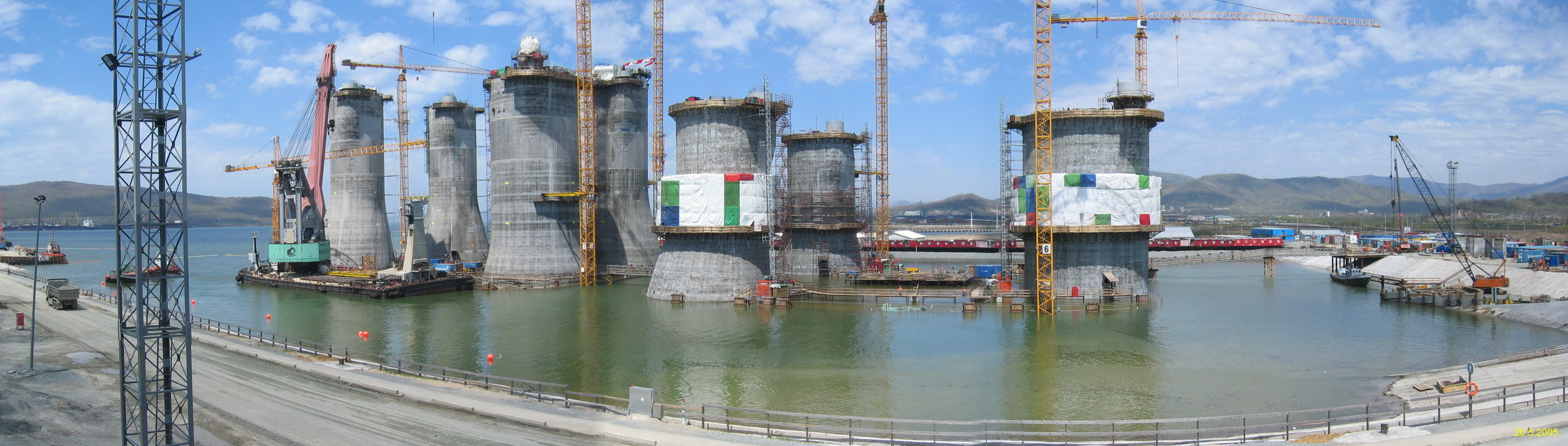
Construcció de plataformes petrolíferes
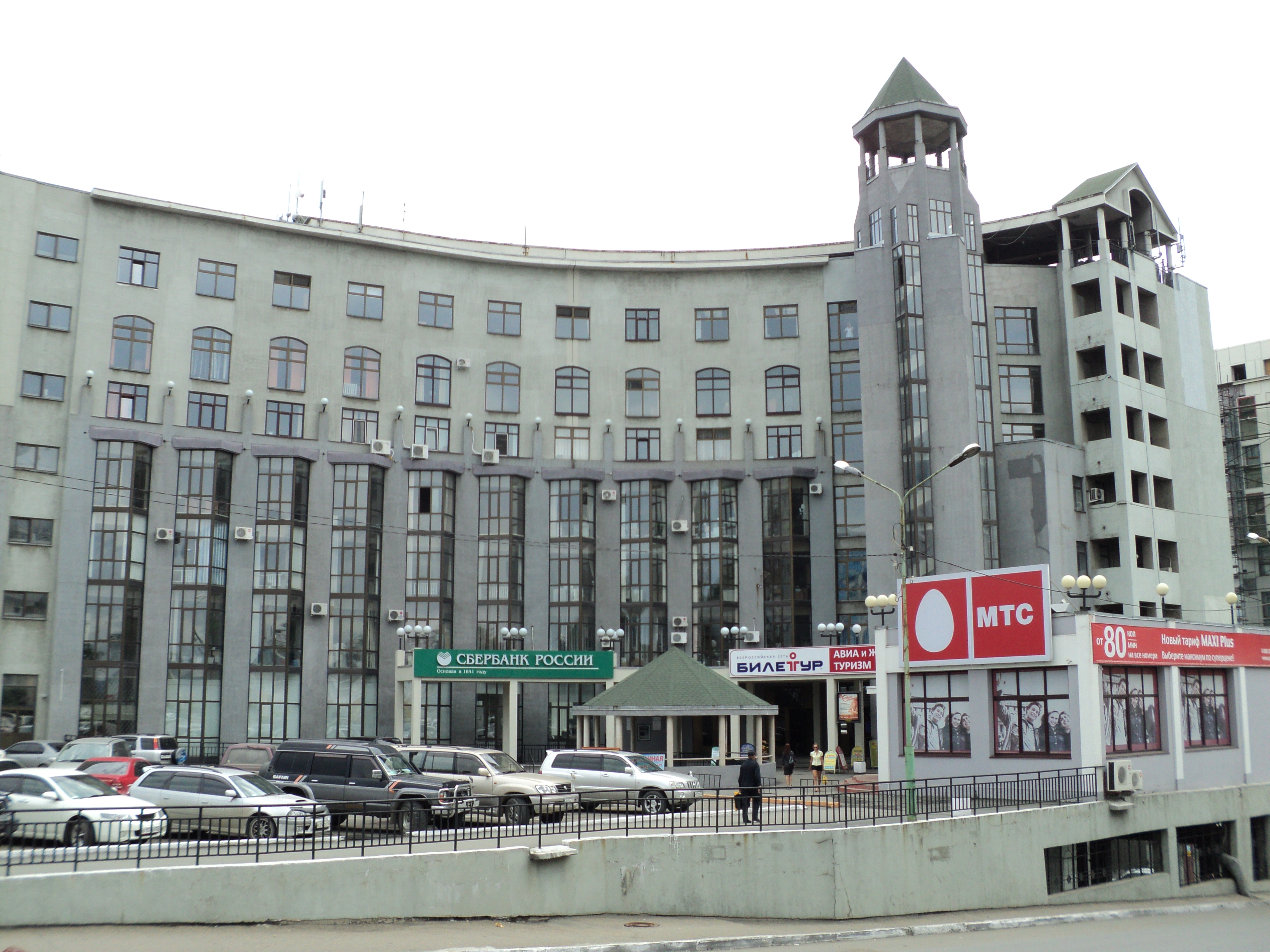
Centre de negocis